# Abdera (bọ cánh cứng)
Abdera là một chi bọ cánh cứng thuộc họ Melandryidae. Chi này chứa ba loài, hai trong số đó đã tuyệt chủng và được phát hiện vào năm 2014.

## Loài
- Abdera affinis  (Paykull, 1799)
- Abdera biflexuosa  (Curtis, 1829)
- Abdera firma  Hatch, 1962
- Abdera flexuosa  (Paykull, 1799)
- †Abdera hoffeinsorum  Alekseev, 2014
- Abdera quadrifasciata  (Curtis, 1829)
- †Abdera rikojotensis  Alekseev, 2014
- Abdera spec  (Paykull, 1799)